# Стерильне нейтрино
Стерильне нейтрино — гіпотетична елементарна частинка, лептон, що не бере участі в жодній фундаментальній взаємодії, крім гравітаційної. Звичайні нейтрино беруть участь у слабкій взаємодії. Оскільки гравітаційна взаємодія набагато слабша від слабкої, експериментальне спостереження стерильних нейтрино — надзвичайно складна задача. 
Існування стерильних нейтрино дозволило знайти відповідь на деякі загадки фізики. Зокрема, стерильні нейтрино, при достатній густині, є гіпотетичними кандидатами на темну матерію. 